# Sent Julian de Lamponh
Sent Julian de Lamponh (en francès Saint-Julien-de-Lampon) és un municipi francès situat al departament de la Dordonya i a la regió de la Nova Aquitània. Limita al nord amb Carluç, al sud amb Masclat, la Mota de Fenelon i Senta Mundana, a l'oest amb Calviac de Perigòrd i a l'est amb Lo Ròc, Nadalhac i Pairilhac e Milhac.

## Demografia
| 1962                                       | 1968 | 1975 | 1982 | 1990 | 1999 | 2007 |
| ------------------------------------------ | ---- | ---- | ---- | ---- | ---- | ---- |
| 538                                        | 516  | 522  | 552  | 586  | 574  | 590  |
| Des de 1962: població sense dobles comptes |      |      |      |      |      |      |

## Administració
| Període | Identitat       | Partit  |
| ------- | --------------- | ------- |
| 2001-   | Gérard Garrigue | app. PS |